# Obrzębin
Obrzębin – wieś w Polsce położona w województwie wielkopolskim, w powiecie tureckim, w gminie Turek.
W latach 1975–1998 miejscowość administracyjnie należała do województwa konińskiego.
Obrzębin położony jest bezpośrednio przy zachodniej granicy Turku, przy drodze krajowej nr 72.

## Kościół i parafia
W Obrzębinie stoi kościół pw. Matki Bożej Fatimskiej, wybudowany w latach 2002–2005.